# جووانی تراپاتونی
جووانی تراپاتونی (به ایتالیایی: Giovanni Trapattoni) (زادهٔ ۱۷ مارس ۱۹۳۹) بازیکن پیشین و مربی بازنشستهٔ فوتبال اهل ایتالیا است. او با کسب ۷ عنوان قهرمانی سری آ، موفق‌ترین مربی این رقابت‌ها است. تراپاتونی در دوران بازی در پست هافبک دفاعی بازی می‌کرد؛ او تقریباً تمام دوران بازی خود را در آ.ث. میلان سپری کرد و افتخاراتی از جمله دو قهرمانی سری آ (۶۲–۱۹۶۱ و ۶۸–۱۹۶۷) و دو قهرمانی جام باشگاه‌های اروپا (۶۳–۱۹۶۲ و ۶۹–۱۹۶۸) را کسب کرد. در ردهٔ ملی، او ۱۷ بازی برای تیم ملی فوتبال ایتالیا انجام داد و عضوی از ترکیب ایتالیا در جام جهانی فوتبال ۱۹۶۲ بود.
تراپاتونی یکی از پرافتخارترین مربیان تاریخ فوتبال است. او در کنار کارلو آنچلوتی، ارنست هاپل، ژوزه مورینیو و تومیسلاو ایویچ، یکی از پنج مربی است که موفق شده‌اند در چهار کشور اروپایی مختلف، قهرمان لیگ داخلی بشوند؛ در مجموع، تراپاتونی ۱۰ عنوان قهرمانی لیگ در کشورهای ایتالیا، آلمان، پرتغال و اتریش را در کارنامه دارد. او و اودو لاتک، تنها مربیانی هستند که موفق شده‌اند در هر سه رقابت اصلی باشگاهی اروپا (جام باشگاه‌های اروپا، جام یوفا، جام برندگان جام اروپا) قهرمان شوند؛ نکته جالب توجه این است که تراپاتونی در هر سه جام با یک تیم قهرمان شده‌است (یوونتوس). او تنها مربی است که موفق شده در تمام رقابت‌های رسمی باشگاهی قاره‌ای و بین‌المللی به قهرمانی برسد (جام باشگاه‌های اروپا، جام یوفا، جام برندگان جام اروپا، سوپرجام اروپا و جام بین قاره‌ای) و این مهم را در نخستین دوره حضور خود در یوونتوس انجام داد. او جزو معدود افرادی است که هم به عنوان بازیکن و هم به عنوان مربی، قهرمان جام باشگاه باشگاه‌های اروپا، جام برندگان جام اروپا و جام بین قاره‌ای شده‌است.
تراپاتونی مشهورترین و با ثبات‌ترین شاگرد نرئو روکو است. او هدایت تیم ملی کشورش، ایتالیا، را در جام جهانی ۲۰۰۲ و جام ملت‌های اروپا ۲۰۰۴ بر عهده داشت اما نتوانست موفقیت‌های باشگاهی‌اش را با ایتالیا تکرار کند و در هر دو مورد وداعی زودهنگام و جنجالی با رقابت‌ها داشت. تراپاتونی در آخرین مورد هدایت تیم ملی فوتبال جمهوری ایرلند را بر عهده داشت و موفق شد آن‌ها را پس از ۲۴ سال به جام ملت‌های اروپا ۲۰۱۲ برساند؛ پیش از این، تیم او در رقابتی جنجالی و نزدیک در انتخابی جام جهانی مقابل فرانسه، از صعود به جام جهانی ۲۰۱۰ بازماند.

## آمار مربیگری
تا تاریخ ۱۰ سپتامبر ۲۰۱۳
| تیم            | از           | تا              | آمار  | آمار | آمار  | آمار | آمار   | آمار     | آمار  | آمار  | آمار |
| تیم            | از           | تا              | بازی  | برد  | مساوی | باخت | گل زده | گل خورده | تفاضل | برد % |      |
| -------------- | ------------ | --------------- | ----- | ---- | ----- | ---- | ------ | -------- | ----- | ----- | ---- |
| آ.ث. میلان     | ۹ آوریل ۱۹۷۴ | ۳۰ ژوئن ۱۹۷۴    | ۱۱    | ۴    | ۵     | ۲    | ۶      | ۴        | ۲+    | ۰۳۶   |      |
| آ.ث. میلان     | ۲ اکتبر ۱۹۷۵ | ۳۰ مه ۱۹۷۶      | ۳۷    | ۱۹   | ۹     | ۹    | ۵۳     | ۳۳       | ۲۰+   | ۰۵۱   |      |
| یوونتوس        | ۱ ژوئیه ۱۹۷۶ | ۳۰ ژوئن ۱۹۸۶    | ۴۵۰   | ۲۴۴  | ۱۳۶   | ۷۰   | ۷۲۰    | ۳۳۴      | ۳۸۶+  | ۰۵۴   |      |
| اینتر میلان    | ۱ ژوئیه ۱۹۸۶ | ۳۰ ژوئن ۱۹۹۱    | ۲۳۳   | ۱۲۶  | ۶۱    | ۴۶   | ۳۴۲    | ۱۶۹      | ۱۷۳+  | ۰۵۴   |      |
| یوونتوس        | ۱ ژوئیه ۱۹۹۱ | ۳۰ ژوئن ۱۹۹۴    | ۱۴۰   | ۷۴   | ۴۲    | ۲۴   | ۲۳۵    | ۱۱۹      | ۱۱۶+  | ۰۵۳   |      |
| بایرن مونیخ    | ۱ ژوئیه ۱۹۹۴ | ۳۰ ژوئن ۱۹۹۵    | ۴۶    | ۱۷   | ۱۸    | ۱۱   | ۶۸     | ۵۹       | ۹+    | ۰۳۷   |      |
| کالیاری        | ۱ ژوئیه ۱۹۹۵ | ۳۰ ژوئن ۱۹۹۶    | ۳۷    | ۱۳   | ۸     | ۱۶   | ۴۱     | ۵۴       | ۱۳−   | ۰۳۵   |      |
| بایرن مونیخ    | ۱ ژوئیه ۱۹۹۶ | ۳۰ ژوئن ۱۹۹۸    | ۹۰    | ۵۵   | ۲۲    | ۱۳   | ۱۹۲    | ۸۹       | ۱۰۳+  | ۰۶۱   |      |
| فیورنتینا      | ۱ ژوئیه ۱۹۹۸ | ۳۰ ژوئن ۲۰۰۰    | ۹۹    | ۴۴   | ۳۱    | ۲۴   | ۱۴۹    | ۱۰۹      | ۴۰+   | ۰۴۴   |      |
| ایتالیا        | ۶ ژوئیه ۲۰۰۰ | ۱۵ ژوئیه ۲۰۰۴   | ۴۴    | ۲۵   | ۱۲    | ۷    | ۶۸     | ۳۰       | ۳۸+   | ۰۵۷   |      |
| بنفیکا         | ۵ ژوئیه ۲۰۰۴ | ۳۱ مه ۲۰۰۵      | ۵۱    | ۲۹   | ۱۰    | ۱۲   | ۸۲     | ۵۰       | ۳۲+   | ۰۵۷   |      |
| اشتوتگارت      | ۱۷ ژوئن ۲۰۰۵ | ۹ فوریه ۲۰۰۶    | ۳۱    | ۱۱   | ۱۳    | ۷    | ۳۷     | ۳۱       | ۶+    | ۰۳۵   |      |
| ردبول سالزبورگ | مه ۲۰۰۶      | ۳۰ آوریل ۲۰۰۸   | ۸۷    | ۴۸   | ۱۹    | ۲۰   | ۱۵۸    | ۸۵       | ۷۳+   | ۰۵۵   |      |
| جمهوری ایرلند  | ۱ مه ۲۰۰۸    | ۱۱ سپتامبر ۲۰۱۳ | ۶۴    | ۲۶   | ۲۲    | ۱۶   | ۸۶     | ۶۴       | ۲۲+   | ۰۴۱   |      |
| مجموع          | مجموع        | مجموع           | ۱٬۴۱۹ | ۷۳۵  | ۴۰۸   | ۲۷۶  | ۲٬۲۳۷  | ۱٬۲۲۹    | ۱۰۰۸+ | ۰۵۲   |      |

## افتخارات

### بازیکن
آ. ث. میلان
- سری آ: ۶۲–۱۹۶۱، ۶۸–۱۹۶۷
- جام حذفی ایتالیا: ۶۷–۱۹۶۶
- جام باشگاه‌های اروپا: ۶۳–۱۹۶۲، ۶۹–۱۹۶۸
- جام برندگان جام اروپا: ۶۸–۱۹۶۷

### مربی
یوونتوس
- سری آ: ۷۷–۱۹۷۶، ۷۸–۱۹۷۷، ۸۱–۱۹۸۰، ۸۲–۱۹۸۱، ۸۴–۱۹۸۳، ۸۶–۱۹۸۵
- جام حذفی ایتالیا: ۷۹–۱۹۷۸، ۸۳–۱۹۸۲
- جام باشگاه‌های اروپا: ۸۵–۱۹۸۴
- جام برندگان جام اروپا: ۸۴–۱۹۸۳
- جام یوفا: ۷۷–۱۹۷۶، ۹۳–۱۹۹۲
- سوپرجام اروپا: ۱۹۸۴
- جام بین قاره‌ای: ۱۹۸۵

اینتر میلان
- سری آ: ۸۹–۱۹۸۸
- سوپر جام ایتالیا: ۱۹۸۹
- جام یوفا: ۹۱–۱۹۹۰

بایرن مونیخ
- بوندس‌لیگا: ۹۷–۱۹۹۶
- جام حذفی آلمان: ۹۸–۱۹۹۷
- لیگا پوکال: ۱۹۹۷

بنفیکا
- لیگ برتر پرتغال: ۰۵–۲۰۰۴

ردبول سالزبورگ
- بوندس‌لیگا اتریش: ۰۷–۲۰۰۶

### افتخارات شخصی
- تالار مشاهیر آ.ث. میلان[۳]
- تالار مشاهیر فوتبال ایتالیا: ۲۰۱۲[۴]
- دوازدهمین مربی برتر تاریخ به انتخاب فرانس فوتبال: ۲۰۱۹[۵]
- دوازدهمین مربی برتر تاریخ به انتخاب ای‌اس‌پی‌ان: ۲۰۱۳[۶]
- نوزدهمین مربی برتر تاریخ به انتخاب ورلد ساکر: ۲۰۱۳[۷]
- مربی سال فوتبال اروپا: ۱۹۸۵، ۱۹۹۱
- مربی فصل اروپا: ۸۵–۱۹۸۴، ۹۳–۱۹۹۲
- جایزۀ نیمکت طلایی: ۱۹۹۷
- مربی سال فوتبال ایتالیا: ۷۷–۱۹۷۶، ۱۹۸۵
- جایزۀ مربی سال فیلیپس: ۲۰۱۲[۸]
- پلاک برندگان اروپا: ۲۰۰۶